# The Watchers - Loro ti guardano
The Watchers - Loro ti guardano (The Watchers) è un film del 2024 scritto e diretto da Ishana Night Shyamalan, al suo esordio alla regia in un lungometraggio.
Il film è l'adattamento cinematografico dell'omonimo romanzo di A. M. Shine.

## Trama
Mina è un'artista ventottenne che rimane intrappolata in una vasta foresta irlandese. Dopo aver trovato rifugio in un bunker con una grande vetrata, Mina scopre che altre tre persone vi abitano e che ogni notte sono osservate da creature misteriose che vivono nei boschi.

## Produzione
Nel febbraio 2023 è stato annunciato che New Line Cinema avrebbe prodotto il film, diretto da Ishana Night Shyamalan al suo esordio alla regia di un lungometraggio. Due mesi più tardi Dakota Fanning e Georgina Campbell si sono unite al cast.
Le riprese principali si sono svolte tra Dublino, Wicklow e Galway tra il luglio e il settembre 2023.

## Promozione
Il primo trailer è stato diffuso il 27 febbraio 2024.

## Distribuzione
Il film è stato distribuito nelle sale italiane il 5 giugno 2024 e in quelle statunitensi il 7 dello stesso mese.

### Divieti
Negli Stati Uniti d'America la MPAA ha classificato il film come visione da parte dei minori di 13 anni consigliata con la presenza di un adulto (PG-13) per scene contenenti violenza, paura e alcuni elementi tematici.
In Italia il film è stato classificato dalla direzione generale Cinema e audiovisivo come vietato ai minori di anni 14; chi ne ha compiuti 12 è ammesso alla proiezione se accompagnato da un genitore o da un tutore (14+) per scene contenenti violenza.

## Accoglienza

### Incassi
Il film ha incassato 19071404 $ in Nordamerica e 14300000 $ nel resto del mondo, per un totale di 33371404 $, di cui 671804 € in Italia con 127114 presenze.

### Critica
Su Rotten Tomatoes il 33% delle 183 recensioni critiche è positivo, con un voto medio di 4.9/10  Su Metacritic il voto medio di 38 recensioni è 46/100.